# Exaile
Exaile – program komputerowy do odtwarzania muzyki dla systemów uniksopodobnych oparty na GTK+ i wzorowany na Amaroku. Napisany jest w Pythonie i wykorzystuje GStreamer media framework.

## Funkcje programu
- automatyczne pobieranie okładek płyt
- pobieranie tekstów utworów
- wsparcie dla Last.fm
- obsługa iPoda przy pomocy python-gpod
- wbudowana przeglądarka katalogu SHOUTcast
- wsparcie dla wtyczek